# Вуди (История игрушек)
Шери́ф Ву́ди (англ. Sheriff Woody) или просто Ву́ди — персонаж и один из главных героев франшизы «История игрушек». Озвучивался Томом Хэнксом и Джимом Хэнксом.

## Создание

Концепт-арт первоначального дизайна Вуди, в котором он был злой куклой чревовещателя

Изначально главным героем «Истории игрушек» должен был быть Тинни, персонаж из мультфильма «Оловянная игрушка», а Вуди — злой куклой чревовещателя. Он был бы главным злодеем и унижал бы другие игрушки, пока они не сплотились бы против него. После того, как руководители Disney увидели этот черновик, они отклонили его, и производство мультфильма было остановлено, пока не будет представлен лучший вариант. Том Хэнкс, озвучивающий Вуди, был недоволен персонажем и, как сообщается, кричал «Этот парень — придурок!» во время озвучки. Катценберг подумал, что первоначальный набросок «Истории игрушек» был плохим, и сказал Лассетеру переделать его в ином направлении, где персонажи Тинни и Вуди были бы вынуждены подружиться, несмотря на их различия.
После этого Лассетер, Стэнтон и Доктер собрались вместе в начале сентября 1991 года со вторым черновиком, и, хотя главными героями по-прежнему были Тинни и кукла, финальный вариант мультфильма начал обретать форму. Три месяца спустя команда Pixar вернулась с новым сценарием, в котором персонаж Вуди сменился с деспотичного тирана на мудрого и заботливого лидера.
Вуди был вдохновлён куклой, которая была у Лассетера в детстве, и марионетками из шоу «Howdy Doody». Для черт лица как образец был взят аниматор Disney, Тон Тайн. Вуди оставался куклой чревовещателя с натяжной нитью, пока дизайнер персонажей, Бад Лаки, не предложил превратить Вуди в ковбойскую куклу чревовещателя. Однако в конце концов, все черты куклы чревовещателя Вуди были удалены, поскольку в таком виде Вуди выглядел «гадким и подлым». Тем не менее они сохранили имя Вуди, чтобы дать дань уважения западному актёру Вуди Строду.

### Актёр озвучки

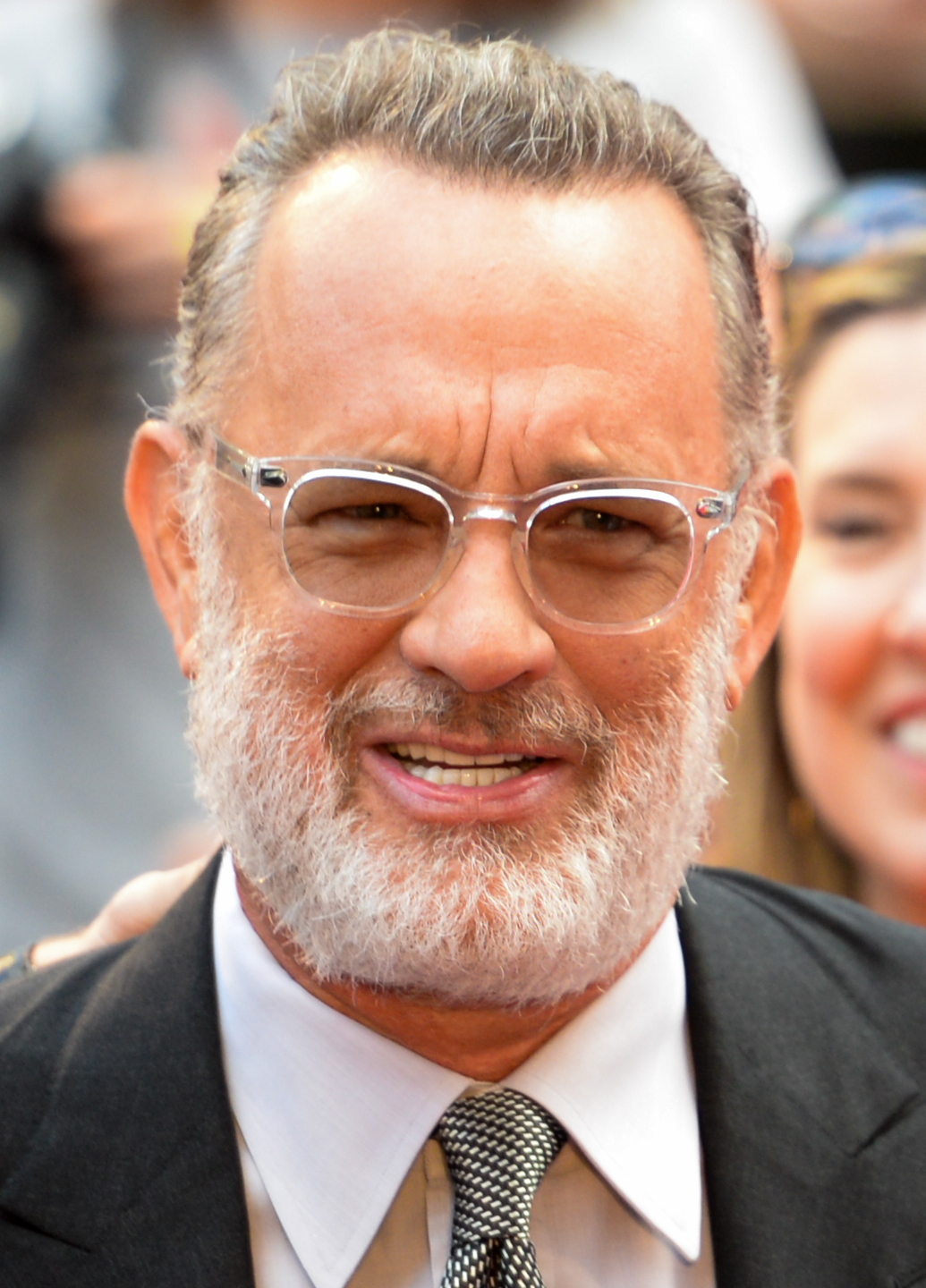
Том Хэнкс в 2019 году

На голос Вуди рассматривались Пол Ньюман, Робин Уильямс и Клинт Иствуд, но Джон Лассетер всегда хотел, чтобы Том Хэнкс озвучивал персонажа, заявляя, что этот актёр «обладает способностью перенимать эмоции и делать их привлекательными».

## Появления

### «История игрушек»
Вуди — любимая игрушка Энди Дэвиса. Однако появление Базза Лайтера, фигурки астронавта, которую Энди получил в подарок на день рождения, ставит под угрозу положение шерифа. Базз считает, что он настоящий космический рейнджер, а не игрушка. Ревнуя, Вуди пытается бросить Базза за стол, но вместо этого случайно выкидывает его из открытого окна. Другие игрушки обвиняют Вуди в том, что он намеренно избавился от Базза. Он пытался объяснить им, что это был несчастный случай, но они не поверили Вуди.
После того как Вуди и Базз теряются на заправочной стоянке, выпав из машины Энди, вскоре они попадают в плен к злому мальчику Сиду Филлипсу, соседу Энди, который любит уничтожать игрушки ради забавы. Находясь в доме Сида, Базз впадает в депрессию, осознав, что на самом деле он игрушка, но Вуди подбадривает его, объясняя, насколько тот сделал счастливым своего владельца. Они работают вместе и в конце концов воссоединяются с Энди, когда он и его семья переезжают в новый дом. Вуди мирится с остальными игрушками и становится другом Базза.

### «История игрушек 2»
Вуди пытается спасти одну игрушку от семейной распродажи, но его крадёт коллекционер Эл Маквиггин. В его квартире Вуди узнаёт о своём мультсериале 1950-х годов под названием «Загон Вуди». Также он знакомится с фигурками, которые были в шоу: старатель Вонючка Пит, пастушка Джесси и конь Вуди Булзай. Шериф узнаёт, что Эл отправит их в Японию для демонстрации в музее игрушек, который примет коллекцию только в том случае, если в ней будет Вуди.
Старатель убеждает Вуди поехать в Японию и забыть об Энди. Базз и несколько игрушек прибывают, чтобы спасти Вуди, который всё же решает вернуться домой. Однако старатель не даёт ему покинуть квартиру, что в конечном итоге приводит к битве в аэропорту, где Пит терпит поражение. Вуди, Базз и другие игрушки возвращаются в дом Энди, взяв с собой Джесси и Булзая.

### «История игрушек: Большой побег»
Энди 17 лет, и он готовится поступить в колледж. Другие игрушки ошибочно полагают, что их выбрасывают как мусор, и решают залезть в коробку, которую отвезут в детский сад «Солнышко». Вуди же пытается вернуться к Энди, но вместо этого его находит и забирает домой маленькая девочка по имени Бонни, которая посещает садик. В её доме Вуди подружился с игрушками девочки, которые удивляются, что ему удалось покинуть «Солнышко», и рассказывают о том, что там творится.
Вуди возвращается в детский сад, чтобы рассказать друзьям об опасности, но обнаруживает, что игрушки Энди попали в плен медведя Лотсо, который заправляет в «Солнышко». Днём Вуди собирает друзей и пытается придумать план, как сбежать из детского сада ночью. План работает, но Лотсо выясняет, где они, и поджидает их возле мусорного бака. Во время противостояния все попадают в мусорный контейнер, и самосвал увозит их на свалку. Там от сжигающей машины их спасают игрушечные инопланетяне, использующие гигантскую клешню крана. Игрушки возвращаются домой, и Вуди принимает меры, чтобы их передали Бонни. Перед тем как отдать их девочке, Энди говорит ей, что Вуди — его любимая игрушка.

### «История игрушек 4»
Теперь с Вуди играют реже, чем раньше, в отличие от остальных игрушек. Позже Бонни создаёт новую игрушку, Вилкинса, который считает себя мусором, потому что был сделан из него. Вуди неоднократно пытается помешать Вилкинсу выброситься в мусорную корзину, а после, когда девочка берёт их в путешествие, не позволяет ему выпрыгнуть из трейлера. Однако всё же это случается, и Вуди с Вилкинсом отделяются ото всех. Пытаясь вернуться к Бонни, Вуди объясняет Вилкинсу все радости быть игрушкой. Позже шериф встречает свою старую любовь, Бо Пип, которая последние года была «потерянной игрушкой» после того, как мать Энди отдала её.
Позже Вуди и Бо объединяются, чтобы спасти Вилкинса от куклы по имени Габби Габби, которая хочет заполучить голосовой аппарат шерифа. Вуди и Бо ссорятся, когда их план проваливается, и Вуди говорит девушке, что верность — это то, чего не понять потеряшке. Затем Вуди соглашается отдать свой голосовой аппарат, понимая, что Габби Габби прожила жизнь как ненужная игрушка из-за своего дефектного звукового устройства. Позже Вуди и Бо мирятся и решают остаться вместе. Базз поддерживает решение Вуди, заявляя, что с Бонни всё будет в порядке. Попрощавшись со своими друзьями, Вуди и Бо уходят вместе.

## Описание
Вуди — страстный парень, который хватается за любое дело. Как только у него появляется мысль типа «я должен помочь им» или «Я должен бежать», можете быть уверены на сто процентов, что он это сделает.
Оригинальный текст (англ.)Woody is a passionate guy who throws himself into every action. As soon as he has an instinctive thought like "I have to help them," or "I have to run away," he does it with 100-percent commitment.
— Том Хэнкс
Вуди — старомодная кукла-ковбой со встроенным голосовым проигрывателем, активируемым вытягиванием шнура. Он может произносить простые фразы типа «Руки вверх!», «Ты — лучший среди помощников шерифа!», «У меня в сапоге змея!» и «Кто-то отравил воду в колодце!». В «Истории игрушек 2» было показано, что лицо у него расписано вручную, а также изготовлены вручную жилет и шляпа, на поясе он носит пустую кобуру от пистолета. Он является любимой игрушкой Энди с детского сада, занимает особое место на его кровати, и является лидером игрушек в комнате Энди Дэвиса. Его прототипом является главный герой из популярного телевизионного шоу 1950-х годов «Woody’s Roundup».
В августе 2009 года Ли Анкрич сообщил, что официально фамилия Вуди — «Прайд» (англ. «Pride» — «Гордость»). Анкрич заявил в своем Твиттер—блоге, что фактически, полное имя персонажа «Woody Pride» и было с первых дней разработки оригинальной «Истории игрушек».

## Критика и отзывы
Вы не можете найти друга лучше, чем шериф Вуди. В четырёх мультфильмах «Истории игрушек» долговязый ковбой присматривал за другими, планировал спасательные операции и ценил верность. Он был образцом для подражания и для детей, что могло объяснить, почему он центральный персонаж франшизы. В отличие от Базза Лайтера, у которого были проблемы с эго (а иногда и неспособность установливать контакт), Вуди был непоколебим… «История игрушек» нуждалась в лидере, и Вуди подходил под эту роль… он не всегда подавал пример, но в конечном итоге узнал самое важное… Идеальная игрушка? Это Вуди — верный, надёжный, заслуживающий доверия и непоколебимый.
Критики широко хвалили Вуди за его личность, лояльность и лидерские качества. Джефф Лофтус из Forbes заявил, что Вуди и Базз являются великими лидерами, потому что даже когда они не знают, что делать, «они никогда не перестают думать» и «никогда не перестают искать ответ на вопрос». Коллин Маккормик из Screen Rant сказал, что Pixar создал несколько «незабываемых персонажей за эти годы», и посчитал, что Вуди «может быть лучшим из них всех». Том Пауэр из Polygon сравнил сюжетную арку Вуди с жизнью реальных людей, сказав, что она «символизирует развитие, через которое мы все проходим».
Шериф Вуди верный, благородный и весёлый. И хотя он изо всех сил старается быть лучшим, он также совершает ошибки. У него есть свои слабости, например, сильная ревность к Баззу в первом мультфильме. Эти пороки делают этого игрушечного персонажа ещё более человечным. Благодаря блестящему подбору актёров Том Хэнкс стал озвучивать честного и благодетельного обывателя Вуди. Хэнкс надёжно привносит своё характерное остроумие и теплоту персонажу.
Озвучивание актёра в роли Вуди также получило высокую оценку кинокритиков. Сьюзан Влощина из USA Today одобрила выбор Хэнкса на главную роль. Кеннет Туран из Los Angeles Times заявил, что Хэнкс «придаёт неоценимый вес и правдоподобность Вуди». Бен Кей из Looper сказал, что Хэнкс оживляет персонажа, используя свой «уникальный голос», чтобы наделить Вуди «юмором, авторитетом и сердцем». Питер Брэдшоу из The Guardian похвалил озвучку актёра в «Истории игрушек» и отметил, что это является одним из «самых трогательных и душераздирающих ролей Хэнкса» в его карьере. Кэти Уолш из The Columbian также похвалила актёра.
В 2015 году журнал Empire поставил Вуди на 82-е место в списке «100 величайших персонажей фильмов». На данный момент Вуди находится на 4-м месте в списке «50 лучших персонажей Pixar».